# Granica (Basses-Carpates)
Pour les articles homonymes, voir Granica.
Granica est une localité polonaise de la gmina de Wadowice Górne, située dans le powiat de Mielec en voïvodie des Basses-Carpates.